# 阿部岩夫
阿部 岩夫（あべ いわお、本名：阿部 岩男、1934年1月20日 - 2009年6月12日）は日本の詩人。

## 人物
山形県鶴岡市生まれ。法政大学文学部日本文学科卒業。若いころは政治運動に身を投じた。代表的な詩集として、獄舎につながれた肉体的・精神的苦痛から幻影をみる詩集『眼の伝説』、『不覇者』（1982年第15回小熊秀雄賞受賞作）、故郷庄内地方の即身仏信仰をテーマとした『月の山』、難病に陥った中で病者の意識を追う迫力に満ちた作品『ベーゲェット氏』などがある。『べーゲェット氏』は1989年高見順賞を受賞した。
新日本文学会の日本文学学校の講師も務め、教え子に伊藤比呂美がいる。

## 詩集
- 『朝の伝説』国文社 1975年
- 『少年の鳥』朔人社 1976年
- 『眼の伝説』国文社 1979年
- 『不羈者』 1981年
- 『月の山』書肆山田 1983年
- 『青雨。我老林』れんが書房新社 1985年
- 『十月十日、少女が』思潮社 1986年
- 『阿部岩夫詩集』思潮社・現代詩文庫 1987年
- 『草草行』書肆山田 1987年
- 『ベーゲェット氏』思潮社 1988年 高見順賞
- 『月の人』思潮社 1992